# 小比類巻富雄
小比類巻 富雄（こひるいまき とみお、1911年〈明治44年〉2月9日 - 1978年〈昭和53年〉7月31日）は、昭和時代の政治家。青森県上北郡大三沢町長、三沢市長。

## 経歴
小比類巻金太郎、ナミの長男として青森県上北郡三沢村（現在の三沢市）に生まれる。1930年（昭和5年）3月、八戸中学校を卒業し、翌年7月に三沢尋常高等小学校の代用教員となる。戦後、1947年（昭和22年）4月、三沢村議会議員に当選。翌年4月に周辺村との合併により大三沢町が発足すると、同町長に就任した。1955年（昭和30年）5月から1959年（昭和34年）4月まで青森県議会議員を務め、同年5月に三沢市長に就任した。
町長・市長と三沢市の首長を26年に渡り務めた。在任中は、淋代平の新田開発、三沢沿岸の人工礁建設、工業の誘致による基地経済からの脱却、三沢飛行場の開設などに尽力した。
市長在職中に死去した。

## 栄典
位階
- 1978年（昭和53年）7月31日 - 正五位[1]

勲章等
- 1975年（昭和50年）9月27日 - 藍綬褒章[1]
- 1978年（昭和53年）7月31日 - 勲三等瑞宝章[1]